# Hogeschool Vorarlberg

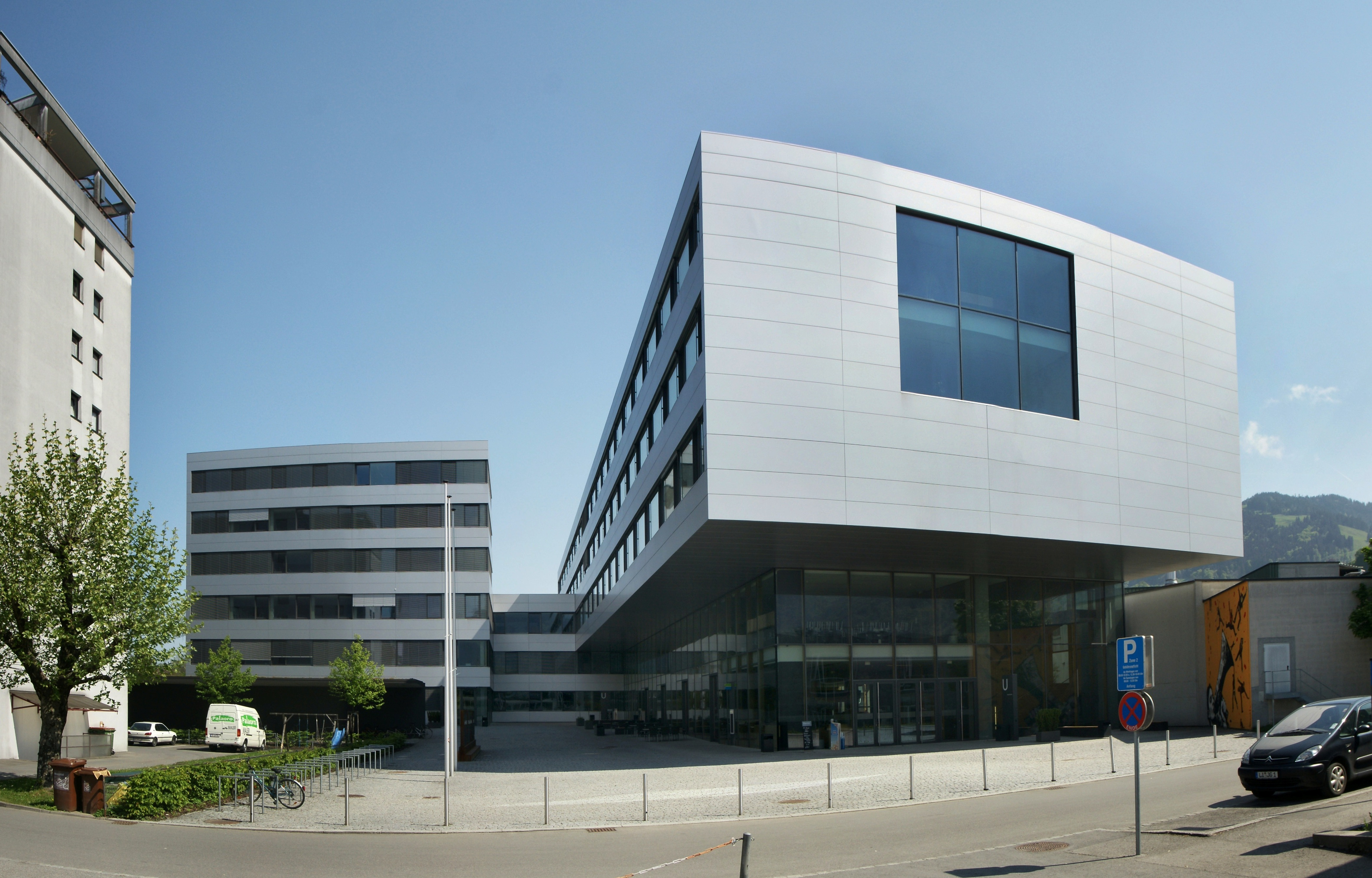
De campus van de Hogeschool Vorarlberg in 2009

De Hogeschool Vorarlberg (Duits: Fachhochschule Vorarlberg) in Dornbirn is de enige hogeronderwijsinstelling in de Oostenrijkse deelstaat Vorarlberg. De hogeschool werd in 1989 als "Technische Schule Vorarlberg" gesticht.
In 2020 richtte het FHV het Regional University Network (“RUN-EU”) op met zeven universiteiten in Ierland, Portugal, Nederland, Hongarije en Finland. Dit netwerk werd door de Europese Commissie uitgeroepen tot een “European University”.

## Studieprogramma's

### Bachelor
- Elektronik und Informationstechnologie Dual (dual)
- Gesundheits- und Krankenpflege (voltijd en deeltijd mogelijk)
- Internationale Betriebswirtschaft (voltijd en deeltijd mogelijk)
- Informatik – Software and Information Engineering (voltijd)
- Informatik – Digital Innovation (deeltijd)
- Intermedia (voltijd)
- Mechatronik – Maschinenbau (voltijd)
- Mechatronik (voltijd en deeltijd mogelijk)
- Soziale Arbeit (voltijd en deeltijd mogelijk)
- Umwelt und Technik (voltijd)
- Wirtschaftsingenieurwesen (deeltijd)

### Master
- Betriebswirtschaft (deeltijd) met de specialisaties 
  - Accounting, Controlling & Finance
  - Business Process Management
  - Human Resources & Organisation
  - International Marketing & Sales (Engels)
- Design und Creative Leadership (deeltijd)
- Informatik (beroepsopleiding)
- International Management and Leadership (deeltijd, Engels)
- Mechatronics (beroepsopleiding)
- Nachhaltige Energiesysteme (deeltijd)
- Soziale Arbeit mit den Vertiefungsrichtungen (deeltijd)
  - Interkulturelle Soziale Arbeit
  - Klinische Soziale Arbeit
- Wirtschaftsinformatik – Digital Transformation (deeltijd)

## Prijzen
- 2000: Österreichischer Bauherrenpreis (Oostenrijkse prijs voor vastgoedontwikkelaars)
- 2014: Beste Oostenrijkse hogeschool op het gebied van technologie
- 2013: National Award voor Innovatie (speciale prijs VERENA voor Thien eDrives GmbH in samenwerking met de Hogeschool Vorarlberg)
- 2014: Oostenrijkse prijs voor milieueducatie ("Ethify Yourself")
- 2014, 2016, 2017: Nationale prijs voor geziensvriendelijke hogescholen (door het Oostenrijkse Ministerie van Jeugd en Gezin)
- 2016: Science Award Vorarlberg
- 2016, 2017: Erasmus+ Award